# Navata
Navata é um município da Espanha na comarca de Alt Empordà, província de Girona, comunidade autónoma da Catalunha. Tem 18,52 km² de área e em 2021 tinha 1 434 habitantes (densidade: 77,4 hab./km²).

## Demografia
| Variação demográfica do município entre 1991 e 2004[carece de fontes?] | Variação demográfica do município entre 1991 e 2004[carece de fontes?] | Variação demográfica do município entre 1991 e 2004[carece de fontes?] | Variação demográfica do município entre 1991 e 2004[carece de fontes?] |
| ---------------------------------------------------------------------- | ---------------------------------------------------------------------- | ---------------------------------------------------------------------- | ---------------------------------------------------------------------- |
| 1991                                                                   | 1996                                                                   | 2001                                                                   | 2004                                                                   |
| 661                                                                    | 685                                                                    | 741                                                                    | 826                                                                    |